# Rhododendron lambianum
Rhododendron lambianum är en ljungväxtart som beskrevs av Graham Charles George Argent. Rhododendron lambianum ingår i släktet rododendron, och familjen ljungväxter. Inga underarter finns listade i Catalogue of Life.

## Bildgalleri

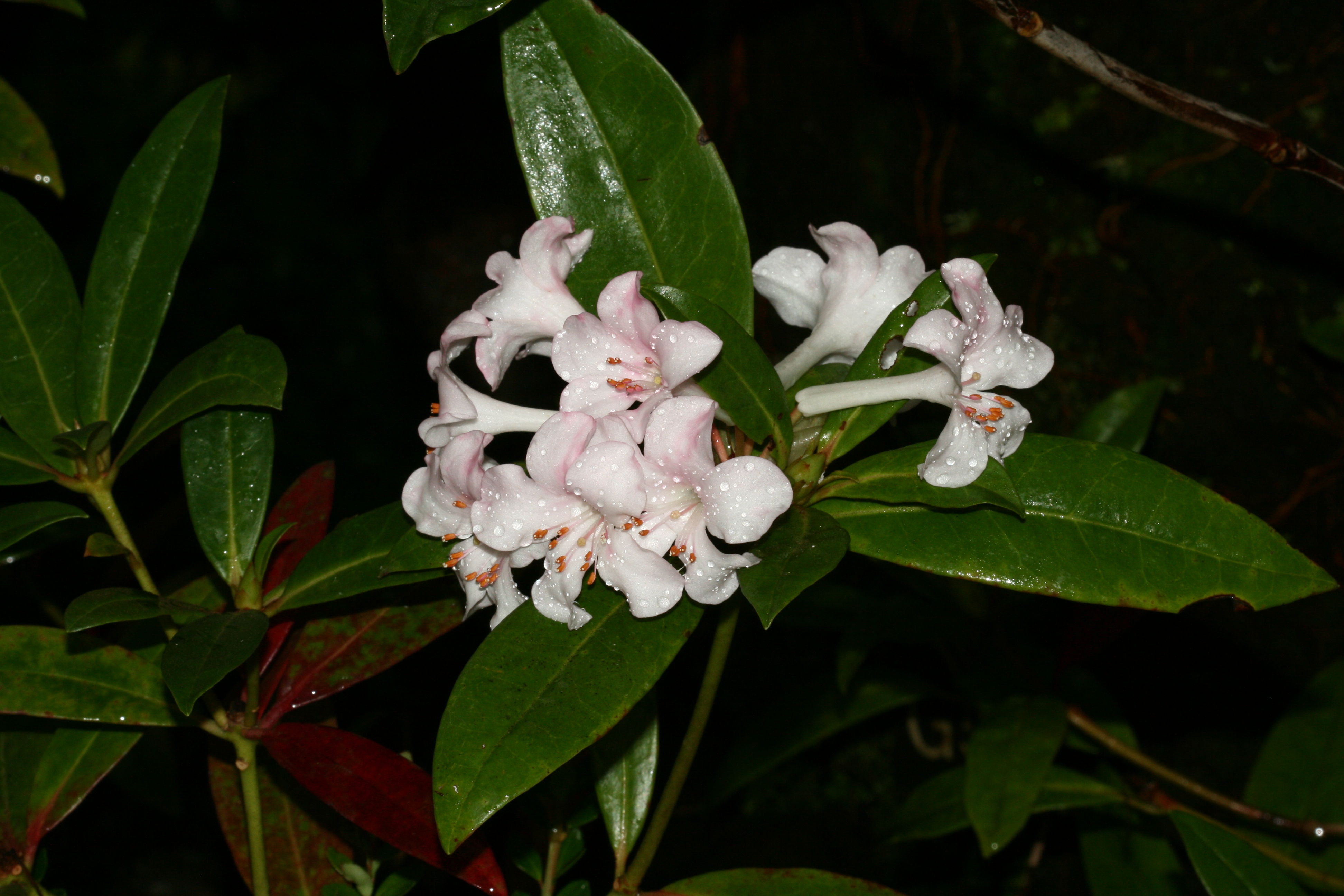